# Cerberilla longibranchus
Cerberilla longibranchus (Volodchenko, 1941) è un molluscho nudibranchio della famiglia Aeolidiidae.